# Kermicus wroughtoni
Kermicus wroughtoni är en insektsart som beskrevs av Robert Newstead 1897. Kermicus wroughtoni ingår i släktet Kermicus och familjen ullsköldlöss. Inga underarter finns listade i Catalogue of Life.